# Plaza Comandante San Martín
La plaza Comandante San Martín, también conocida como plaza Héroes de Iquique y plaza Santo Domingo, es un área verde ubicada en el sector de Las Cuatro Avenidas de la ciudad chilena de Chillán. 
El nombre, en el caso de Santo Domingo, se debe a la Iglesia de Santo Domingo, mientras que en el caso de Comandante San Martín y Héroes de Iquique, hace alusión a personas que participaron durante la Guerra del Pacífico, como Juan de Dios Aldea, Arturo Prat, y el comandante Juan José San Martín.
Se encuentra rodeada de edificaciones construidas tras la destrucción ocasionada por el Terremoto de Chillán de 1939, como la Escuela México y sus murales, el Museo Internacional de la Gráfica, la Iglesia de Santo Domingo, el Conjunto Residencial Guillermo Franke y la Población Carabineros de Chile.

## Historia
La plaza fue parte del trazado urbano, creado por el geógrafo francés Carlos Lozier, para la cuarta reconstrucción de la ciudad de Chillán, tras el sismo de 1835. El aspecto antiguo de la plaza, contenía una laguna.
A principios del siglo XX, la plaza fue considerada abandonada por las autoridades locales, por la presencia de individuos contrarios a las normas de higiene y caballos pastando.
Tras el terremoto de 1939, en el costado poniente de la plaza se ubican los Murales de la Escuela México, creados por David Alfaro Siqueiros y Xavier Guerrero. Mientras que en el costado oriente de la plaza, es edificado el Conjunto Habitacional Chillán, un barrio dentro del cuadrante de Las Cuatro Avenidas. El sector tiene una calle llamada Guillermo Franke, en homenaje al ingeniero civil que participó y falleció durante el proceso de reconstrucción de la ciudad.
En 1953, se instala un busto de Arturo Prat. Para 2015, existió un proyecto de remodelación de la plaza, cual consistía en la habilitación de la pileta y los juegos, además de un punto de homenaje a los artistas de Ñuble. El diseño de esta, fue finalizado en 2018.
Durante la Pandemia de COVID-19 en Chile, el aumento de los robos, el consumo de alcohol y drogas, riñas y la instalación de carpas de gente sin hogar en esta plaza, han hecho sentir más inseguridad a los comerciantes y residentes de esta zona.